# 侯正果
侯正果（1911年—2002年），男，四川达县人，中华人民共和国军事人物，中国人民解放军少将，曾任第四机械工业部第十研究院顾问。